# Mariya Panfilova
Mariya Panfilova –en ucraniano, Марія Панфілова– (nacida como Mariya Sadilova, Perm, 11 de octubre de 1987) es una deportista rusa que compitió para Ucrania en biatlón.
Ganó dos medallas en el Campeonato Europeo de Biatlón, plata en 2009 y bronce en 2013.
Participó en los Juegos Olímpicos de Sochi 2014, ocupando el sexto lugar en el relevo mixto.

## Palmarés internacional
| Representando a Rusia   |                   |                   |        |
| Campeonato Europeo      |                   |                   |        |
| Año                     | Lugar             | Medalla           | Prueba |
| 2009                    | Ufá (Rusia)       | Medalla de plata  | Relevo |
| Representando a Ucrania |                   |                   |        |
| Campeonato Europeo      |                   |                   |        |
| Año                     | Lugar             | Medalla           | Prueba |
| 2013                    | Bansko (Bulgaria) | Medalla de bronce | Relevo |